# Дов Алфон
Дов Алфон (на иврит: דב אלפון) е израелски журналист, публицист и писател на произведения в жанра трилър.

## Биография и творчество
Дов Алфон е роден на 24 март 1961 г. в Сус, Тунис, в еврейското семейство на италианец и тунизийка. Израства от 6-месечна възраст във Франция след като баща му е демобилизиран от войната в Алжир. Семейството се мести на различни места докато се установи в квартал „Белвю“ на Париж. Той публикува първата си кратка история на деветгодишна възраст в седмичника за комикси „Spirou“, докато учи в колежа „Хенри IV“ в пети район на Париж. Когато е 11-годишен, вследствие на антисемитски прояви, семейството имигрира в Израел и се установява в Ашдод.
След завършване на гимназията отбива военната си служба в технологичното разузнаване на Израел. Служи в Звено 8200, най-секретната част от Израелските въоръжени сили. Обучен е да изследва предшественика на Интернет, военната мрежа ARPANET. Времето му прекарано там му помагат да стане после разследващ журналист и го променят политически. Произхождайки от класическо сефарадско ционистко семейство, той е заобиколен от ашкеназки офицери от крайната лява част, в подразделение, известно със своите служители отказващи да служат в окупираните палестински територии. През 1982 г. израелската военна интервенция в Ливан го мотивира да напусне активната си служба.
През 1983 г. започва да пише за студентския вестник „Pi Ha'aton“ на Еврейския университет в Йерусалим. По-малко от година по-късно е поканен от Том Сегев и Наум Барнеа да се присъедини към ново журналистическо начинание – политическия седмичник „Котерет Рашит“. Присъединява се през 1989 г. към вестник „Хаарец“, на най-голямото издателство в Израел „Кинерет Змора“, където пише седмична колона за отношенията между културата и парите. През 1992 г. е назначен за редактор на културната страница, която развива като ежедневна рубрика. Създава няколко нови журналистически формата за вестника – седмичната колона „Капитан Интернет“ от 1994 г., месечното бизнес издание „The Marker Magazine“, и списание „Хаарец Уикенд“, на което е редактор в периода 1992 – 1998 г.
В периода 2004 – 2008 г. е главен редактор на издателство „Кинерет Змора“ и е телевизионен водещ на седмичното културно предаване „Nispah Tarbut“ по израелската телевизия Channel 2 в периода 2002 – 2007 г. В периода 2008 – 2011 г. е главен редактор на вестник „Хаарец“.
Заедно с писателя Етгар Керет стартират ново международно културно начинание, целящо да смеси литературата и киното в нов формат. През 2013 г. става основател на онлайн списанието на иврит „Alaxon“, но което е главен редактор до декември 2014 г.
Първият му роман, трилърът „Дълга нощ в Париж“, е издаден през 2016 г. Той е вдъхновен от службата му в Звено 8200. В историята, която се развива за 28 часа, млад израелски компютърен специалист изчезва безследно на летище „Шарл дьо Гол“, а друг млад израелец е отвлечен от хотелската си стая. Френската полиция, в лицето на комисар Леже започва разследване, а от израелска страна участва полковник Зеев Абади, новият шеф на Специалната секция към суперсекретното Звено 8200, който разчита само на своята заместничка в Тел Авив Ориана Талмор. Намесват се и китайски командоси провеждащи мащабна и жестока тайна операция във френската столица водеща до поредица от убийства. А целта на всичко е войник от Звено 8200, дошъл да продаде компрометираща правителствена тайна. Своеобразен хибрид между криминален роман, шпионски роман и политически трилър, романът бързо става бестселър. Удостоен е с Международната награда „Кинжал“ за най-добър роман от Межденародната асоциация на писателите на криминални романи и наградата „Marianne“ за най-добър трилър, публикуван във Франция през 2019 г.
През март 2016 г. става кореспондент на „Хаарец“ в Париж. Насочва се и към разследващата журналистика и на 15 април 2016 г. публикува материали за връзкита на израелския премиер Бенямин Нетаняху и измамника Арно Мимран, осъден за измами с ДДС за въглеродни квоти. Същата година е избран за за заместник-председател на Асоциацията на чуждестранната преса във Франция. През 2020 г. става редакционен директор на френския всекидневник „Либерасион“ и съуправител на вестника заедно с Денис Оливен.
Дов Алфон живее със семейството си в Париж.

## Произведения

### Самостоятелни романи
- לילה ארוך בפריז /A Long Night in Paris/ (2016)
Дълга нощ в Париж, изд.: ИК „Обсидиан“, София (2018), прев. Боян Дамянов

### Екранизации
- 2004 Nispah Tarbut – тв предаване